# SP (Automarke)
SP war eine britische Automobilmarke, die ab 1972 von Derek Skilton in seiner Hooe Garage (East Sussex) Ltd. in Hooe, Battle (East Sussex) hergestellt wurde.
Der SP Highwayman basierte auf der Mechanik des Rover P6 und hatte das Erscheinungsbild eines Roadsters aus den 1920er-Jahren. Für den Prototyp wurde 1972 ein 2,0-l-Vierzylinder-Reihenmotor mit obenliegender Nockenwelle und 2,0 l Hubraum eingesetzt, der 109,5 bhp (80,5 kW) bei 5500 min−1 leistete.
Die im selben Jahr vorgestellte Serienversion erhielt den obengesteuerten Rover-V8-Motor mit 3,5 l Hubraum, der 144 bhp (106 kW) bei 5000 min−1 abgab.
1974 endete die Produktion.

## Modelle
| Modell     | Bauzeitraum | Zylinder | Hubraum  | Leistung            | bei Drehzahl | Radstand |
| ---------- | ----------- | -------- | -------- | ------------------- | ------------ | -------- |
| Highwayman | 1972        | 4 Reihe  | 1978 cm³ | 109,5 bhp (80,5 kW) | 5500 min−1   |          |
| Highwayman | 1972–1974   | 8 V      | 3528 cm³ | 144 bhp (106 kW)    | 5000 min−1   |          |